# Европско првенство у атлетици у дворани 2009 — 60 метара препоне за мушкарце
Такмичење у трчању на 60 метара са препонама у мушкој конкуренцији на Европском првенству у атлетици 2009. у Торину одржано је 6. марта. Такмичење је одржано у мулти-спортској дворани Овал Лингото.
Титулу освојену у Бирмингему 2007.  бранио је Грегор Седок из Холандије

## Земље учеснице
Учествовала су 27 такмичара из 21 земље.
1. Албанија (1)
2. Белгија (1)
3. Белорусија (1)
4. Босна и Херцеговина (1)
5. Грузија (1)
6. Грчка (1)
7. Данска (2)
8. Израел (1)
9. Италија (1)
10. Мађарска (1)
11. Немачка (3)
12. Русија (2)
13. Словачка (1)
14. Уједињено Краљевство (2)
15. Финска (1)
16. Француска (2)
17. Холандија (1)
18. Хрватска (1)
19. Чешка (1)
20. Шведска (1)
21. Шпанија (1)

## Рекорди пре почетка Европског првенства 2009.
| Рекорди пре почетка Европског првенства 2009. | Рекорди пре почетка Европског првенства 2009. | Рекорди пре почетка Европског првенства 2009. | Рекорди пре почетка Европског првенства 2009. | Рекорди пре почетка Европског првенства 2009. | Рекорди пре почетка Европског првенства 2009. |
| --------------------------------------------- | --------------------------------------------- | --------------------------------------------- | --------------------------------------------- | --------------------------------------------- | --------------------------------------------- |
| Светски рекорд                                | Колин Џексон                                  | Велика Британија                              | 7,30                                          | Зинселфинген, Немачка                         | 6. март 1994.                                 |
| Европски рекорд                               | Колин Џексон                                  | Велика Британија                              | 7,30                                          | Зинселфинген, Немачка                         | 6. март 1994.                                 |
| Рекорди европских првенстава                  | Колин Џексон                                  | Велика Британија                              | 7,39                                          | Париз, Француска                              | 12. март 1994                                 |
| Најбољи светски резултат сезоне у дворани     | Terrence Trammell                             | Сједињене Државе                              | 7,37                                          | Бостон, САД                                   | 1. март 2009.                                 |
| Најбољи европски резултат сезоне у дворани    | Јевгениј Борисов                              | Русија                                        | 7,45                                          | Штутгарт, Немачка                             | 7. фебруар 2009.                              |

## Најбољи европски резултати у 2009. години
Десет најбољих европских такмичара на 60 метара препоне у дворани 2009. године пре почетка првенства (6. марта 2009), имали су следећи пласман на европској и светској ранг листи. (СРЛ),
| 1  | Јевгениј Борисов Русија      | 7,45 | 7. фебруар  | 3. СРЛ  |
| 2  | Грегор Седок Холандија       | 7,52 | 7. фебруар  | 7. СРЛ  |
| 2  | Лађи Дукуре Француска        | 7,52 | 10. фебруар | 7. СРЛ  |
| 4  | Петр Свобода Чешка           | 7,55 | 13. фебруар | 10. СРЛ |
| 5  | Енди Тарнер Велика Британија | 7,57 | 15. фебруар | 11. СРЛ |
| 6  | Џексон Киноњез Шпанија       | 7,62 | 14. фебруар | 15. СРЛ |
| 7  | Гарфил Дарјен Француска      | 7,63 | 13. фебруар | 17. СРЛ |
| 7  | Ерик Балнувеит Немачка       | 7,63 | 22. фебруар | 17. СРЛ |
| 8  | Вили Матишик Немачка         | 7,65 | 22. фебруар | 22. СРЛ |
| 10 | Andreas Kundert Швајцарска   | 7,65 | 22. фебруар | 22. СРЛ |

Такмичари чија су имена подебљана учествују на ЕП 2009.

## Сатница
| Датум   | Време | Коло          |
| ------- | ----- | ------------- |
| 6. март | 10:15 | Квалификације |
| 6. март | 16:10 | Полуфинале    |
| 6. март | 18:30 | Финале        |

## Освајачи медаља
|                        |                         |                     |
| Лађи Дукуре, Француска | Грегор Седок, Холандија | Петр Свобода, Чешка |

## Резултати

### Квалификације
У квалификацијама атлетичари су биле подељене у четири групе. За полуфинале су се директно пласирала по 3 првопласирана из сваке групе (КВ) и још 4 на основу резултата (кв).
| Место | Група | Атлетичар               | Земља                | Резултат | Белешка |
| ----- | ----- | ----------------------- | -------------------- | -------- | ------- |
| 1.    | 3     | Јевгениј Борисов        | Русија               | 7,63     | КВ      |
| 2.    | 4     | Петр Свобода            | Чешка                | 7,64     | КВ      |
| 3.    | 3     | Ерик Балнувеит          | Немачка              | 7,65     | КВ      |
| 4.    | 2     | Грегор Седок            | Холандија            | 7,68     | КВ      |
| 4.    | 2     | Хелге Шварцер           | Немачка              | 7,68     | КВ      |
| 6.    | 2     | Лађи Дукуре             | Француска            | 7,70     | КВ      |
| 6.    | 4     | Вили Матишик            | Немачка              | 7,70     | КВ      |
| 8.    | 4     | Енди Тарнер             | Уједињено Краљевство | 7,73     | КВ      |
| 9.    | 1     | Allan Scott             | Уједињено Краљевство | 7,75     | КВ      |
| 9.    | 2     | Дамијен Бротхертс       | Белгија              | 7,75     | КВ      |
| 11.   | 2     | Џексон Киноњез          | Шпанија              | 7,76     | кв      |
| 11.   | 3     | Константинос Доувалидис | Грчка                | 7,76     | КВ      |
| 13.   | 1     | Гарфил Дарјен           | Француска            | 7,77     | КВ      |
| 14.   | 1     | Максим Линша            | Белорусија           | 7,78     | кв      |
| 15.   | 3     | Јурица Грабушић         | Хрватска             | 7,81     | кв      |
| 16.   | 3     | Роберт Кронберг         | Шведска              | 7,85     | кв      |
| 17.   | 1     | Константин Шабанов      | Русија               | 7,86     |         |
| 18.   | 4     | Матуш Јанечек           | Словачка             | 7,90     |         |
| 19.   | 4     | Juha Sonck              | Финска               | 7,93     |         |
| 20.   | 2     | Емануел Абате           | Италија              | 7,94     |         |
| 20.   | 4     | Балаш Баји              | Мађарска             | 7,94     |         |
| 22.   | 3     | Аднан Малкић            | Босна и Херцеговина  | 7,96     |         |
| 23.   | 1     | Jon Yde Bentsen         | Данска               | 7,98     |         |
| 24.   | 2     | Elton Bitincka          | Албанија             | 8,07     |         |
| 25.   | 1     | Michael Illin           | Израел               | 8,12     | ЛРС     |
| 26.   | 3     | Christian Laugesen      | Данска               | 8,24     |         |
|       | 2     | David Ilariani          | Грузија              | Диск.    |         |

### Полуфинале
За финале су се директно пласирале по четири првопласирана такмичара из обе полуфиналне групе (КВ).
| Место | Група | Атлетичар               | Земља                | Резул. | Бел.    |
| ----- | ----- | ----------------------- | -------------------- | ------ | ------- |
| 1.    | 2     | Петр Свобода            | Чешка                | 7,55   | КВ, =НР |
| 2.    | 2     | Лађи Дукуре             | Француска            | 7,55   | КВ, ЛР  |
| 3.    | 1     | Јевгениј Борисов        | Русија               | 7,60   | КВ      |
| 4.    | 2     | Грегор Седок            | Холандија            | 7,61   | КВ      |
| 5.    | 1     | Гарфил Дарјен           | Француска            | 7,63   | КВ, =ЛР |
| 6.    | 2     | Енди Тарнер             | Уједињено Краљевство | 7,68   | КВ      |
| 7.    | 2     | Вили Матишик            | Немачка              | 7,70   |         |
| 7.    | 2     | Џексон Киноњез          | Шпанија              | 7,70   |         |
| 9.    | 1     | Allan Scott             | Уједињено Краљевство | 7,74   | КВ      |
| 9.    | 1     | Дамијен Бротхертс       | Белгија              | 7,74   | КВ      |
| 11.   | 1     | Максим Линша            | Белорусија           | 7,76   |         |
| 12.   | 1     | Роберт Кронберг         | Шведска              | 7,78   |         |
| 13.   | 1     | Ерик Балнувеит          | Немачка              | 7,79   |         |
| 14.   | 2     | Константинос Доувалидис | Грчка                | 7,82   |         |
| 15.   | 2     | Јурица Грабушић         | Хрватска             | 7,88   |         |
|       | 1     | Хелге Шварцер           | Немачка              | НЗ     |         |

### Финале
Финале је одржано у 18:30.
| Место | Атлетичар         | Земља                | Резул. | Бел. |
| ----- | ----------------- | -------------------- | ------ | ---- |
|       | Лађи Дукуре       | Француска            | 7,55   |      |
|       | Грегор Седок      | Холандија            | 7,55   |      |
|       | Петр Свобода      | Чешка                | 7,61   |      |
| 4.    | Енди Тарнер       | Уједињено Краљевство | 7,62   |      |
| 5.    | Јевгениј Борисов  | Русија               | 7,64   |      |
| 6.    | Гарфил Дарјен     | Француска            | 7,66   |      |
| 7.    | Дамијен Бротхертс | Белгија              | 7,74   |      |
| 8.    | Allan Scott       | Уједињено Краљевство | 7,78   |      |